# Pa, amor i gelosia
Pa, amor i gelosia  (títol original en italià: Pane, amore e gelosia) és una pel·lícula italiana dirigida per Luigi Comencini i estrenada el 1954. La pel·lícula és continuació de Pane, amore e fantasia estrenada anteriorment. Ha estat doblada al català.

## Argument[2]
La història comença allà on s'acaba la de Pa, amor i fantasia. L'endemà de la festa de Sant Antoni, l'oficial dels carabiners Carotenuto vol dimitir, ja que la situació familiar de la seva envejada companya, Anna, és prohibida pel reglament. Anna el dissuadeix tanmateix: el pare del seu fill ha manifestat de nou la intenció de casar-se amb ella. Més tard, aquesta porta de Roma el seu fill, Ottavio, un noi turbulent i agressiu, que Carotenuto no aconsegueix disciplinar. Pel que fa a Maria, la Bersagliera, està de moment, separada del seu promès Stelluti, com lexigeix un costum regional. Mentre Carotenuto balla en un banquet familiar amb la Bersagliera, Anna i Stelluti arriben junts al poble. Les xafarderies van a bon tren provocant la ruptura de les futures parelles respectives. Tanmateix, la Bersagliera s'acaba reconciliant amb Stelluti que li promet tenir una casa i un treball. Pel seu costat, Carotenuto ha de renunciar a casar-se amb Anna que acaba de trobar el pare del seu fill. Però a l'autocar que el condueix cap a Sagliena, troba la nova llevadora, substituta d'Anna, meravellosament bonica i que no té ni marit, ni fills.

## Repartiment
- Gina Lollobrigida: Maria, la Bersagliera
- Vittorio De Sica: El mariscal Carotenuto
- Roberto Risso: Pietro Stelluti
- Marisa Merlini: Anna, la llevadora
- Virgilio Riento: Don Emidio
- Maria Pia Casilio: Paoleta, la neboda de Don Emidio
- Tina Pica: Caramella
- Yvonne Sanson: la nova llevadora

## Comentaris
- Les pel·lícules Pa, amor i fantasia  i Pa, amor i gelosia  constitueixen, segons Jacques Lourcelles, un conjunt inseparable.

| « | Tant que la visió d'un sol episodi (sobretot si es tracta del primer) do una impressió d'inacabat (...) | » |

 L'excepcional èxit comercial d'aquestes dues realitzacions 
| «               | Revela el gust naixent del públic per a la comèdia després d'anys d'austeritat neorealista. | » |
| — J. Lourcelles |                                                                                             |   |

- La construcció de les dues pel·lícules, feta de curts relats hàbilment embolicats, evoca l'ambient propi a la commedia dell'arte i prefigura el renaixement del cinema d'esquetxos italià dels anys 1960.
- Històricament, les pel·lícules de Luigi Comencini assumeixen la transició entre el neorealisme i la comèdia italiana, tot conservant la seva pròpia originalitat.
- Menystinguda per la crítica i els cinèfils, els Pa, amor...  són, per a Jacques Lourcelles,

| « | Obres alegres, rodones i perfectes (...), diferents de qualsevol escola | » |

 i, per tant, a punt per satisfer la comprensió i els gustos del gran públic.
- Altres dos episodis de la sèrie van ser dirigits per Dino Risi amb Pa, amor, així sigui (1955) i Pa, amor i Andalusia , pel·lícula hispano-italiana de Javier Seto (1959).